# Bistum São Mateus
Das Bistum São Mateus (lateinisch Dioecesis Sancti Matthaei, portugiesisch Diocese de São Mateus) ist eine in Brasilien gelegene römisch-katholische Diözese mit Sitz in São Mateus im Bundesstaat Espírito Santo.

## Geschichte
Das Bistum São Mateus wurde am 16. Februar 1958 durch Papst Pius XII. aus Gebietsabtretungen des Bistums Espírito Santo errichtet. Es ist dem Erzbistum Vitória als Suffraganbistum unterstellt.

## Bischöfe von São Mateus
- José Dalvit MCCJ, 1959–1970
- Aldo Gerna MCCJ, 1971–2007
- Zanoni Demettino Castro, 2007–2014, dann Koadjutorerzbischof von Feira de Santana
- Paulo Bosi Dal’Bó, seit 2015